# Alucita capensis
Alucita capensis is een vlinder uit de familie van de waaiermotten (Alucitidae). De wetenschappelijke naam van de soort is voor het eerst geldig gepubliceerd in 1875 door Felder & Rogenhofer.
De soort komt voor in tropisch Afrika.